# Aipysurus apraefrontalis
Aipysurus apraefrontalis, comúnmente conocida como serpiente marina de hocico corto, es una especie de serpiente de la familia de los elápidos propia de Australia.
Son serpientes longevas y de crecimiento lento. Se trata de una serpiente parda que puede llegar a crecen hasta 60 cm de largo. Su cabeza es especialmente corta y puntiaguda, y posee bandas de color marrón violáceo más oscuras sobre su cuerpo.